# Алотропска модификација
Алотропска модификација неког елемента је појава која се дешава када се неки елемент јавља у више облика који се разликују по броју атома у молекулу или структурној формули молекула. Алотропи су различите структурне модификације елемента: атоми елемента су међусобно повезани на различите начине. На пример, алотропи угљеника укључују дијамант (атоми угљеника су повезани заједно да формирају кубну решетку тетраедара), графит (атоми угљеника су повезани заједно у листове хексагоналнe решеткe), графен (појединачни листови графита) и фулерени (атоми угљеника су повезани заједно у сферне, цевасте или елипсоидне формације).
Термин алотропија се користи само за елементе, а не за једињења. Општији термин, који се користи за било које једињење, је полиморфизам, иако је његова употреба обично ограничена на чврсте материјале као што су кристали. Алотропија се односи само на различите облике елемента унутар исте физичке фазе (стање материје, као што је чврста, течна или гасна). Разлике између ових стања материје не представљају пример алотропије. Алотропи хемијских елемената се често називају полиморфима или фазама елемента.
За неке елементе, алотропи имају различите молекуларне формуле или различите кристалне структуре, као и разлику у физичкој фази; на пример, два алотропа кисеоника (диоксиген, O2 и озон, O3) могу постојати у чврстом, течном и гасовитом стању. Остали елементи не одржавају различите алотропе у различитим физичким фазама; на пример, фосфор има бројне чврсте алотропе, који се сви враћају у исти облик P4 када се растопи у течно стање.

## Историја
Прву идеју о алотропији предложио је 1841. године шведски научник Јакоб Берлиуз (1779—1848). Израз алотропија потиче од грчке речи allotropia, што значи различитост, променљивост. Након прихватања Авогадровог закона 1860. године било је јасно да елементи могу постојати као вишеатомни молекули, и два алотропа кисеоника су признати (О2 и О3). На почетку 20. века откривено је да и други елементи као што је угљеник имају алотропе због разлика у кристалној структури.
Године 1912. Оствалд, немачки хемичар, приметио је да је алотропија елемената само посебан случај полиморфизма тих супстанци, и одлучио да прекине употребу израза "алотропија" и уместо тога користи изразе "полиморф" и "полиморфизам". Иако су многи хемичари прихватили овај савет и понављали га другима, ИУПАЦ и већина књига о хемији и даље користи термин алотропије. Although many other chemists have repeated this advice, IUPAC and most chemistry texts still favour the usage of allotrope and allotropy for elements only.

## Разлике између особина алотропа једног елемента
Алотропи су различите форме истог елемента и могу да искажу веома различите физичке особине и хемијске реакције и понашања. Разлика између алотропских форми базира се на истим силама које утичу и на друге структуре, на пример светло, притисак и температура. Стабилност неких алотропа зависи од услова средине. На пример, гвожђе се мења од ферита до аустенита изнад 906 °C. Калај у трансформацији прелази из металне форме у полу-проводник испод 13,2 °C. Пример различитог хемијског понашања алотропа су (ди)кисеоник(O2) и озон (O3). Озон је много јачи оксиданс од кисеоника.

## Неметали

### Кисеоник
Кисеоник има неколико алотропских модификација.
- Дикисеоник О2 - Безбојан гас који се налази у ваздуху
- Озон О3 - Плавичаст, формира озонски омотач
- Тетракисеоник (или оксозон) О4 - метастабилан
- Октакисеоник О8 - црвене боје, специфичне густине

### Угљеник
Алотропске модификације угљеника се разликују по структури молекула и структури кристалне решетке.
- Аморфни угљеник - атоми угљеника нису повезани у кристалну решетку.
- Дијамант - веома чврст, једна од најтврђих супстанца у природи. Атоми угљеника су распоређени у тетраедар. Слабо проводи струју, међутим одлично проводи топлоту.
- Графит - Црн и мекан, у чврстом агрегатном стању. Атоми угљеника су распоређени у равни, а затим се ти слојеви "пакују". Баш ова слојевитост узрокује мекоћу графита.
- Фулерен - атоми угљеника распоређени су сферно, на пример букминстерфулерен (C60).
- Нанотубе (наноцев) - алотроп угљеника са цилиндричном структуром.

### Фосфор
- Бели фосфор P4 - чврст, веома реактиван, беле боје
- Црвени фосфор - настаје од белог фосфора, мање реактиван
- Љубичаст и црни фосфор Pn

### Сумпор
Постоји велики број алотропа сумпора, најпознатији су
- Моноклинични
- Ромбични

## Металоиди

### Бор
- Аморфни бор (B12) - прах браон боје
- α-ромобоедарски бор
- β-ромобоедарски бор
- γ-ромобоедарски бор
- α-тетрагонални бор
- β-тетрагонални бор
- Суперпроводна фаза (под великим притиском)

### Силицијум
- Аморфни силицијум
- Кристални силицијум (Структура кубичног дијаманта)

### Арсен
- Жути арсен (Аs4) - молекуларни неметални арсеник, са истом структуром као и бели фосфор
- Сиви арсен - металоид, полимерни Аs
- Црни арсен - молекуларни неметални арсеник, са истом структуром као црвени фосфор

### Германијум
- α-германијум - полуметал, иста структура као дијамант
- β-германијум - металан, иста структура као β-калај

### Антимон
- плаво-бели антимон - металоид, стабилна форма, иста структура као и сиви арсеник
- жути антимон - неметалан
- црни антимон - неметалан
- експлозивни антимон

### Полонијум
- α-полонијум - металан, кубична структура
- β-полонијум - ромбоедарска структура

## Наноалотропи
Концепт наноалотропије је предложио 2017. године професор Рафал Клајн из Одељења органске хемије при Вајцмановом научном институту. Наноалотропи, или алотропи наноматеријала, су нанопорозни материјали који имају исту хемијску композицију (нпр., Au), али се разликују по њиховој архитектури на наноскали (то јест, на скали од 10 до 100 пута димензије појединачних атома). Такви наноалотрипи могу да помогну при стварању ултра малих електронских уређаја и проналажењу других индустријских апликација. Различите архитектуре наночестица имају за последицу различита својства, као што је показано површински појачаном Рамановом спектроскопијом примењеном на неколико различитих наноалотропа злата. Такође је креирана двостепена метода за генерисање наноалотропа.